# .cs
‎.cs‏ دامنه اختصاص داده شده به چک اسلواکی بود، این کشور در سال ۱۹۹۳ به جمهوری چک و اسلواکی تجزیه شد، و این دامنه ملغی شد.